# Pirozhki
Pirozhki  (tiếng Nga: пирожки́, dạng số nhiều của pirozhok; tiếng Ukraina: пиріжки, pyrizhky) là món bánh bun hình thuyền tráng men được nướng hoặc chiên với nhiều loại nhân trong ẩm thực Nga và Ukraina.  Pirozhki là một món ăn đường phố và món ăn thuận tiện phổ biến ở Nga và là một phần khuôn mẫu của văn hóa Nga.